# Tom Verlaine
(Patti Smith)
Tom Verlaine, nome d'arte di Thomas Miller (Morristown, 13 dicembre 1949 – New York, 28 gennaio 2023), è stato un chitarrista, cantante e compositore statunitense.
Chitarrista innovativo e sperimentale, grazie al suo operato con i Television è considerato uno dei musicisti fondamentali nella fase di passaggio tra punk rock e new wave.

## Biografia
Scelse il proprio pseudonimo in omaggio al poeta francese Paul Verlaine e ispirandosi a Bob Dylan credendo che Dylan avesse cambiato il proprio nome in omaggio al poeta irlandese, cosa da Dylan mai confermata.
Inizialmente influenzato da John Coltrane, Tom Verlaine diede vita, con l'amico Richard Hell, al gruppo dei Neon Boys. In seguito, con il bassista Fred Smith in sostituzione di Hell, si stabilizzò il gruppo dei Television, eredi delle sonorità dei Velvet Underground, di cui si ricorda soprattutto l'epocale album Marquee Moon del 1977, considerato una pietra miliare della neonata new wave.
Dopo lo scioglimento dei Television, Tom Verlaine si dedicò ad una carriera solista, con una serie di album tra i quali l'esordio (Tom Verlaine) del 1979, Words from the Front del 1982 e Flashlight (1987) che hanno ottenuto buoni apprezzamenti dalla critica musicale.
Nel 1992 partecipò alla reunion dei Television.
Nel 1996 pubblicò la raccolta A Miller's Tale / A Tom Verlaine Anthology che riassume in larga parte il suo percorso da solista.
Nel 2006 ritornò con due nuovi lavori per la Thrill Jockey Records, Around e Songs And Other Things.
Morì il 28 gennaio 2023 a 73 anni, dopo una breve malattia.

## Discografia

### Album da solista
- 1979 - Tom Verlaine
- 1981 - Dreamtime
- 1982 - Words from the Front
- 1984 - Cover
- 1987 - Flash Light
- 1990 - The Wonder
- 1992 - Warm and Cool (rimasterizzato nel 2005)
- 1996 - The Miller's Tale: A Tom Verlaine Anthology
- 2006 - Around
- 2006 - Songs and Other Things

### Singoli
- 1981 - Always
- 1982 - Postcard from Waterloo
- 1984 - Let Go the Mansion
- 1984 - Five Miles of You
- 1987 - A Town Called Walker
- 1987 - Cry Mercy, Judge
- 1987 - The Funniest Thing
- 1989 - Shimmer
- 1990 - Kaleidoscopin